# 京成200形電車

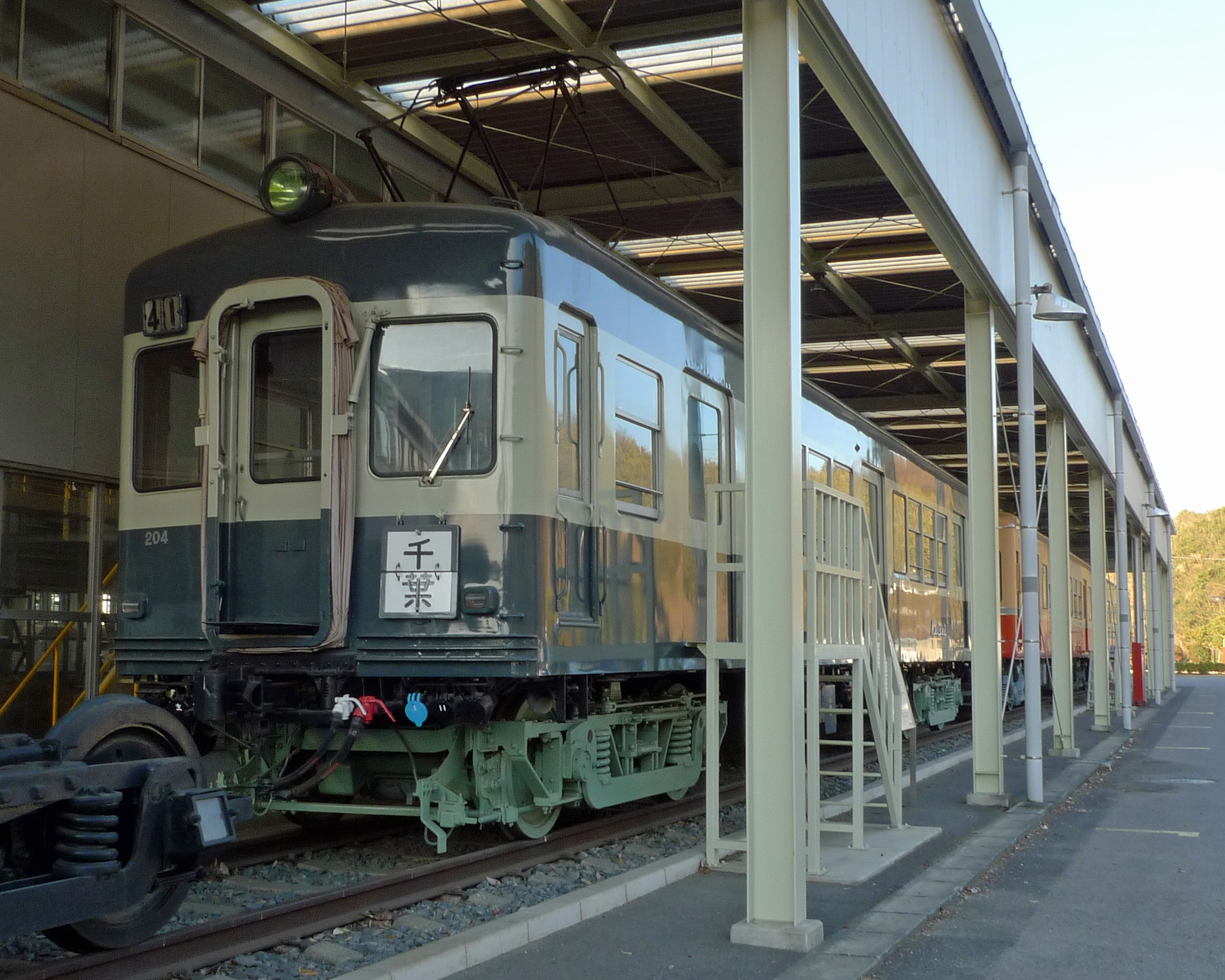
宗吾車両基地で保存されている200形

京成200形電車（けいせい200がたでんしゃ）は、京成電鉄および新京成電鉄に所属した鉄道車両である。青電の一車種である。
本項では後年の増備車である210形・220形・500形・510形、および新京成電鉄の独自形式である2300形・250形・550形についても記述する。

## 概要

### 200形

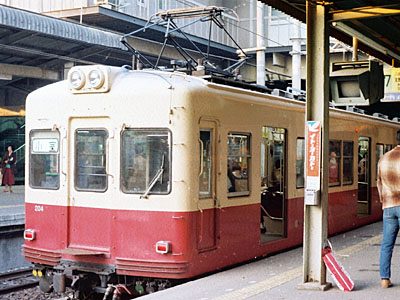
モハ204（松戸駅）

1931年（昭和6年）の青砥駅 - 日暮里駅間開通による車両増備を目的としてモハ200 - 209の10両が汽車製造 で製造された。主電動機として、110kW級（架線電圧1500V時）のSE-144主電動機を搭載。新造時の架線電圧1200V下でも90kW級を誇り、当時の関東私鉄車両では珍しく、高速性能を重視していた。歯車比は53:15=1:3.54に設定され、定格速度は64km/hとされた。
本形式の特徴として、この形式以降しばらく採用される点対称のドア配置（通称：「京成タイプ」）の採用がある。この理由として、左右の扉が互いに食い違うことによる乗降の混雑緩和、運転席側のすぐ後ろが客用第1扉となることで、駅員無配置駅での集札の便を計った、などが挙げられる。また京成初のドアエンジンも正式採用されている。
1965年（昭和40年）〜1966年（昭和41年）にかけて、半鋼製車体を全金属製車体へ載せ替える工事を伴う更新を実施。直後の1967年には台車のコロ軸受化と、主電動機のSE-144の更新改造（事実上の新製交換。型番もSE-198に変更）による130kWへの出力増強工事を実施。
さらに1971年（昭和46年）には、4両固定編成化に合わせて、電動発電機が交流式に換装され、中間に組み込まれた車両の運転台やパンタグラフ撤去、先頭車両から中間車両への空気圧縮機移設なども行われた。
このように他の青電の大多数が新京成電鉄に譲渡される中、時代に合わせたアップデートを繰り返した200形は重宝され、京成では1970年代後半まで在籍した。
1978年（昭和53年）、3500形増備にともない、モハ209を除く9両が新京成電鉄に譲渡される。モハ209は終始京成に在籍していたが、1980年（昭和55年）に廃車された。なお、モハ209は500形等で組成する514編成に組み込まれていた。また、同車は200形の中で成田空港駅（初代）に唯一営業運転で入線した車両でもある。
新京成電鉄では1990年（平成2年）7月29日のさよなら運転とくぬぎ山車両基地での展示イベントで運用を終了した。新造後50年以上に渡って活躍した200形は、持ち前の高速性能を生かして北総開発鉄道（現在の北総鉄道）北総線）への直通運転にも優先的に充当され、千葉ニュータウン中央駅にも入線実績がある。
1990年（平成2年）8月、モハ204を再度京成が引き取り、翌1991年（平成3年）5月末に3200形3217編成の中間に挟んで牽引され、くぬぎ山から北初富を経由、高砂で方向転換し、宗吾車両基地に回送された。しばらくは新京成塗装のままだったが1996年（平成8年）夏より復元工事を施工し、青電塗装（更新工事当時に）となった。ただし、貫通扉の種別表示板ステーは復元されていない。1997年（平成9年）2月より宗吾車両基地入口付近で保存されている。
新京成で最後まで使われた編成（1990年廃車、左は松戸寄り）
- 204 - 2301 - 208 - 207 - 206 - 2007 - 2010 - 205

### 210形
1932年（昭和7年）に200形の増備車として210 - 219が汽車製造 で製造された。仕様は200形とほぼ同一で空気圧縮機の装備が変わった程度である。
ただし公称自重は200形に比べて5トン重くなっている。1967年に更新が行われ2000形、2100形と共に編成を組んで運用された。

### 500形・510形
200形の制御車として製造された車両である。1934年（昭和9年）に500形500 - 509の10両が、1935年（昭和10年）に510形510〜519の10両が日本車輌製造で製造された 。車体は200形と全く同じ。この内、1944年（昭和19年）以降、500 - 502と510 - 519の13両が電装された。基本的には200形と同性能になったが、510形の一部には、省線電車用のMT-7やMT-30を主電動機として装荷したものもあった。507と512が火災で焼失したことから1948年（昭和23年）に国鉄モハ63形に似た前後対称の車体を帝國車輛工業で製造し復旧した（210も同様）。1959年（昭和34年）の改軌の際には500 - 502、510・513 - 519の11両の台車がFS28に換装され、捻出された台車が1435mmに改造の上、他車に転用された。1966年（昭和41年）- 1968年（昭和43年）にかけて500 - 502、510・511、513 - 519の12両の車体が近代的な全金属製車体となった。同時に510形のMT-7装荷車両のほとんどが、210形の高性能化更新で捻出されたSE-144に交換された。511は高性能化が行われ、210（2代目）に改番された。代わりに食パンスタイルのまま全金化された210が511（2代目）となり、507、512と編成を組み行商専用車として使われた。503 - 506・508・509は半鋼製のまま新京成に譲渡された。京成に残った更新車は京成在籍中に固定編成化・電動発電機の交流式交換が行われ、500 - 502、510・518・519は1975年（昭和50年）- 1978年（昭和53年）に新京成に譲渡された（このうち3両は譲渡時に車番変更）。507、511 - 517は最後まで京成で使用された。
京成で1980年（昭和55年）まで使われた編成は、一般向けとしては京成最後の吊り掛け駆動の営業車でもあった（左は上野・押上寄り）。
- 514-209-2012-513

### 220形
第二次世界大戦終了後、京成における最初の新造車として、1946年（昭和21年）にモハ220〜224の5両が帝國車輛工業で製造 された。運転室へ直接入れるように乗務員ドアを京成で初採用 した。戦後の物資不足の最中に製作され、戦前製ほど頑丈ではなかったため、1960年代に入ると車体の痛みが激しくなった。1964年（昭和39年）に更新を受け、600形等の更新車両に類似した車体に換装された。
1967年（昭和42年）から1968年（昭和43年）に全車が新京成電鉄に譲渡された。

### 改番された車両
- 1960年代後半頃
  - 511(初代)→210(2代目)（高性能化）
  - 210(初代)→511(2代目)（京成での全金化と同時）
  - 503(初代)→1113（全金化と同時）
  - 504(初代)→1114（全金化と同時）
  - 505(初代)→1115（全金化と同時）
  - 508→1116（全金化と同時）

（506・509は更新されず廃車）
- 1970年代後半以降
  - 510→504（2代目）
  - 518→505（2代目）→2302（電装解除）
  - 519→503（2代目）
  - 203→2301（電装解除）

### 新京成の独自形式

#### 2300形
電動車が過剰であることと予備部品確保の必要から、200形・500形のうち203と505（2代目）の電装が解除され、2300形に変更され先述のように改番された。

#### 250・550形
1970年（昭和45年）2月に新京成初の自社発注車として東急車輛製造 でモハ251・252、サハ551・552が製造された。台車・モーター・制御装置は210形の高性能化で捻出されたもの（200形と同じ）が使われたが電動発電機は交流型が使われ、従来の車両と一線を画した。客用扉幅も1100mm→1200mmに拡幅され、扉窓には小窓が初採用された。ただし、この後の1971年（昭和46年）以降に登場した新京成初の高性能電車である800形や、大栄車輌の車体更新車である1100形サハ1111〜1116、後述の250形更新車と比べ、小窓の天地寸法はより小さい。
末期は200形と8両編成を組み1990年（平成2年）まで使われた（編成は下記。左が松戸寄り）。この際、251はパンタグラフが撤去された。
- 252-551-552-251-200-2013-202-201

1972年（昭和47年）には大栄車輌にて、1500形を上記同様の車体に更新し、中間電動車モハ253・254と制御車クハ553・554としている。